# Supercoppa olandese 2020 (pallavolo maschile)
La Supercoppa olandese 2020 si è svolta dal 3 al 4 ottobre 2020: al torneo hanno partecipato tre squadre di club olandesi e la vittoria finale è andata per la quinta volta al Lycurgus.

## Regolamento
A causa della pandemia di COVID-19, che ha comportato l'interruzione anticipata dell'Eredivisie senza la definizione di un vincitore, la formula canonica del torneo è stata rivista trasformandola in una sfida fra le prime quattro formazioni in classifica al momento dell'interruzione del campionato, una delle quali anche campione in carica della Coppa dei Paesi Bassi.
Le squadre avrebbero dovuto disputare semifinali e finale con la formula della Final Four ma, a causa della positività al COVID-19 riscontrata in alcuni propri atleti, lo Sliedrecht si è visto costretto a ritirarsi dalla competizione a pochi giorni dall'evento; il Lycurgus, avversario dello Sliedrecht in semifinale, si è quindi qualificato direttamente alla finale.

## Squadre partecipanti
| Squadra          | Qualificazione                                            | Ultima partecipazione    |
| ---------------- | --------------------------------------------------------- | ------------------------ |
| Dynamo Apeldoorn | 1ª in Eredivisie                                          | Supercoppa olandese 2019 |
| Lycurgus         | 2ª in Eredivisie / Vincitrice della Coppa dei Paesi Bassi | Supercoppa olandese 2019 |
| Orion            | 3ª in Eredivisie                                          | Supercoppa olandese 2018 |
| Sliedrecht       | 4ª in Eredivisie                                          | Debutto                  |

## Torneo

### Tabellone
|  | Semifinali       | Semifinali |   |  | Finale | Finale |
|  |                  |            |   |  |        |        |
|  | Lycurgus         | w/o        |   |  |        |        |
|  | Lycurgus         | w/o        |   |  |        |        |
|  | Sliedrecht       |            |   |  |        |        |
|  |                  | Lycurgus   | 3 |  |        |        |
|  |                  |            | 3 |  |        |        |
|  |                  |            |   |  | Orion  | 1      |
|  | Dynamo Apeldoorn | 2          |   |  | Orion  | 1      |
|  | Dynamo Apeldoorn | 2          |   |  |        |        |
|  | Orion            | 3          |   |  |        |        |
|  | Orion            | 3          |   |  |        |        |

### Risultati

#### Semifinali
| 3 ottobre 2020 Van der Knaaphal, Ede Durata: ? - Spettatori: ? | Dynamo Apeldoorn | 2 - 3 | Orion | 25-16, 21-25, 25-15, 20-25, 11-15 |

#### Finale
| 4 ottobre 2020 Van der Knaaphal, Ede Durata: ? - Spettatori: ? | Lycurgus | 3 - 1 | Orion | 25-19, 25-23, 23-25, 25-21 |